# 比德斯豪森
比德斯豪森是德国莱茵兰-普法尔茨州的一个市镇。总面积3.65平方公里，总人口272人，其中男性156人，女性116人（2011年12月31日），人口密度75人/平方公里。